# Szent Mihály és Gábriel arkangyalok fatemplom (Telkesd)
A telkesdi Szent Mihály és Gábriel arkangyalok fatemplom műemlékké nyilvánított épület Romániában, Bihar megyében. A romániai műemlékek jegyzékében a  BH-II-m-A-01217 sorszámon szerepel.